# Торемаджоре
Торемаджо̀ре (на италиански: Torremaggiore) е град и община в Южна Италия, провинция Фоджа, регион Пулия. Разположен е на 169 m надморска височина. Населението на общината е 17 430 души (към 2013 г.).